# Harpagiferidae
Die Harpagiferidae sind eine 18 Arten umfassende Familie der Antarktisfische (Notothenioidei). Sie leben auf dem Grund des Südpolarmeers und bestehen aus zwei Unterfamilien, die Harpagiferinae, mit Harpagifer als einziger Gattung, und die Artedidraconinae. Die Harpagiferidae werden als knotenbasiertes (node-based) Taxon definiert, das den jüngsten gemeinsamen Vorfahren von Harpagifer bispinis und Artedidraco mirus sowie alle Nachfahren dieses Vorfahren mit einschließt.

## Merkmale
Die Harpagiferidae sind den Groppen ähnelnde Bodenbewohner und werden 4 bis 34 Zentimeter lang. Morphologische Apomorphien, die für die Diagnose der Familie herangezogen werden, sind die am Isthmus zusammengewachsenen aber keine Falte bildenden Kiemenmembranen und die zwei Epuralen (längliche, freistehende Knochen) im Schwanzflossenskelett.

## Systematik
Die Familie Harpagiferidae wurde 1861 durch den US-amerikanischen Ichthyologen Theodore Nicholas Gill eingeführt, die Unterfamilie Artedidraconinae 1967 durch den sowjetischen Ichthyologen Anatole Petrovich Andriashev. Nelson führte die Artedidraconidae in der vierten und fünften Auflage seines Standardwerks zur Fischsystematik als eine eigenständige Familie. Wegen der großen Ähnlichkeit beider Taxa und wegen ihres unzweifelhaften Schwestergruppenverhältnisses wurden die Artedidraconidae  im November 2022 wieder in den Rang einer Unterfamilie der Harpagiferidae gestellt.

## Belege
1. 1 2 3  
Elyse Parker und Thomas J. Near: Phylogeny Reconciles Classification in Antarctic Plunderfishes. Ichthyology & Herpetology 110(4), 662-674, (November 2022). doi: 10.1643/i2021126
2. ↑  
Theodore N. Gill (1861): Synopsis of the Harpagiferoids. Proceedings of the Academy of Natural Sciences of Philadelphia, 13, S. 510–512.
3. ↑  
Anatole P. Andriashev (1967): A review of the plunder fishes of the genus Pogonophryne Regan (Pisces, Harpagiferidae) with descriptions of five new species from the East Antarctic and South Orkney Islands. Biological Results of the Soviet Antarctic Expedition (1955–1958) 3, Zoological Institute Academy of Sciences of the U. S. S. R., Leningrad, 4 (12), S. 399–425.
4. ↑  
Joseph S. Nelson: Fishes of the World. John Wiley & Sons, 2006, ISBN 0-471-25031-7
5. ↑  
Joseph S. Nelson: Terry C. Grande, Mark V. H. Wilson: Fishes of the World. John Wiley & Sons, 2016, ISBN 978-1118342336. S. 466.